# 공중그네

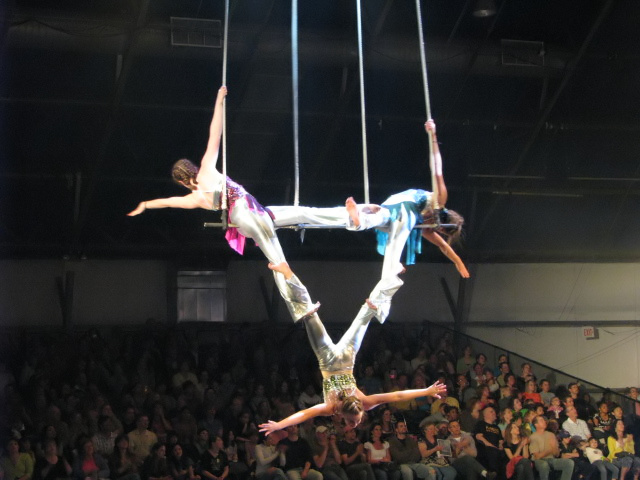
공중그네

공중그네(空中-)는 서커스의 기술 가운데 하나이다. 공중그네는 천장 지지대에 로프, 금속 끈 또는 체인으로 매달린 짧은 수평 막대이다. 서커스 공연에서 흔히 볼 수 있는 공중 장치이다. 공중그네 행위는 정적인 동작, 회전하는 동작(한 지점에서 조작), 스윙 동작, 비행 동작 등이 있으며 단독, 이중, 삼중 또는 그룹 동작으로 수행될 수 있다.
이 장치의 이름은 영어로 trapeze라고 하는데 이는 수평 막대, 로프 및 천장 지지대가 만든 사다리꼴 모양을 반영한다.